# Slow Horses – Ein Fall für Jackson Lamb
Slow Horses – Ein Fall für Jackson Lamb ist eine Spionagethriller-Fernsehserie, die auf dem gleichnamigen Roman von Mick Herron aus dem Jahr 2010 basiert. Showrunner ist der englische Komiker Will Smith. Die ersten beiden Episoden der ersten Staffel wurden am 1. April 2022 auf Apple TV+ veröffentlicht. Bis 2024 folgten drei weitere Staffeln. Die fünfte Staffel ist bereits abgedreht, eine sechste und siebte Staffel angekündigt.

## Vorgeschichte
Der junge Agent River Cartwright, Mitglied des britischen Inlandsgeheimdienstes MI5, scheitert auf peinliche und sehr öffentliche Weise bei einer großangelegten Einsatzübung und wird in die MI5-Dependance Slough House strafversetzt. Dort arbeiten gescheiterte MI5-Angehörige, die unter dem Spitznamen Slow Horses (dt. „langsame Pferde“) bekannt sind, an ihrer Rehabilitation, indem sie langweilige Büroarbeiten verrichten und ihren übellaunigen Chef Jackson Lamb zu ertragen lernen, der von seinen Untergebenen nichts mehr erwartet, außer dass sie demnächst entnervt kündigen. Das Leben in Slough House ist geprägt von Frustration und Plackerei, bis die Slow Horses in einen gefährlichen Schachzug der MI5-Zentrale am Regent’s Park verstrickt werden.

## Handlung

### 1. Staffel
MI5-Agent River Cartwright wird nach einem Fehler ins Slough House verbannt und beauftragt, den Journalisten Robert Hobden zu überwachen. Er kopiert heimlich Daten, die jedoch wertlos sind, und entdeckt, dass die Entführung des britisch-pakistanischen Studenten Hassan Ahmed durch die rechtsextreme „Sons of Albion“ Teil einer inoffiziellen MI5-Operation ist. Diese soll die extreme Rechte schwächen und die Beziehungen zu Pakistan stärken. Als die Operation eskaliert, sterben mehrere Personen, doch Rivers Team vereitelt Hassans geplante Hinrichtung. River entdeckt, dass seine Kollegin Sid möglicherweise noch lebt, und enthüllt Taverners illegale Machenschaften, was die Mission abrupt beendet.

### 2. Staffel
Ex-Agent Richard Bough erkennt seinen ehemaligen Folterer und folgt ihm, stirbt jedoch scheinbar an einem Herzinfarkt. Jackson Lamb entdeckt Boughs Handy mit der Nachricht „cicada“ und lässt sein Team ermitteln. Es stellt sich heraus, dass Bough vergiftet wurde, und eine Verschwörung um russische Schläferagenten kommt ans Licht. Lamb deckt die Beteiligung des ehemaligen KGB-Agenten Nikolai Katinsky auf, der die Operation leitet. Min wird getötet, und das Team verfolgt die Verantwortlichen. Am Ende verhindert Lamb einen Terroranschlag und zwingt Katinsky in den Selbstmord, während MI5 die Ereignisse vertuscht.

### 3. Staffel
Sean Donovan und Alison Dunn, britische Geheimagenten in Istanbul, sind Liebhaber. Donovan verdächtigt Dunn, geheime Informationen gestohlen zu haben, und folgt ihr, verliert sie jedoch. Später findet er Dunn ermordet. Ein Jahr später wird Catherine Standish von Donovan entführt, der sich als anonymes AA-Mitglied ausgibt. River Cartwright wird gezwungen, eine Datei des Premierministers zu stehlen, um Standish zu retten. Es stellt sich heraus, dass Donovan und Dunns Geschwister Vergeltung für Dunns Tod suchen. Der „Footprint“-Bericht enthüllt frühere MI5-Verfehlungen, was zu Taverner's Aufstieg und dem Sturz von Tearney und Judd führt. Standish tritt resigniert zurück.

### 4. Staffel
Die 4. Staffel basiert auf dem Buch Spook Street der Romanreihe von Mick Herron. In London wird durch einen Mann names Robert Winters ein Anschlag auf das Einkaufszentrum Westacres verübt. River Cartwright sorgt sich um seinen Großvater David, bei dem er aufwuchs, der nun aber Zeichen einer Demenz zeigt. Bei dem Großvater taucht ein Mann auf, der angibt, River Cartwright zu sein. Der alte paranoide Mann schöpft Verdacht, erschießt ihn und flieht dann. Lamb wird von Emma Flyte, der neuen Kommandantin der Dogs, aufgefordert, Rivers Leiche zu identifizieren, was er auch tut. Bei dem Toten handelt es sich allerdings um einen Attentäter namens Bertrand.
River, der als tot gilt, befindet sich auf dem Weg nach Frankreich, um Nachforschungen über Bertrand anzustellen. Im abgelegenen Landsitz Les Arbres wird er von einem Mann angegriffen und fast getötet. Ein unbekannter Dritter rettet ihn und nimmt ihn gefangen. Währenddessen stellt sich in London heraus, dass Roger Winters eine vom MI5 geschaffene Tarnidentität ist. Diana Taverner, die stellvertretende Leiterin des Geheimdienstes vernichtet die Beweise und zwingt ihren Vorgesetzten, dies zu decken. River wird derweil von Bertrands Mutter gefangen gehalten, die ihm offenbart, dass Bertrands Vater Frank Harkness in Les Arbres mehrere Söhne von verschiedenen Müttern großgezogen hat. Ein Mob taucht auf, um River zu töten, da er für Bertrand gehalten wird. Ihm gelingt die Flucht.
In England wird weiter nach David Cartwright gefahndet, in dessen Haus der Attentäter ums Leben gekommen war. Lamb erfährt, dass der Geheimdienstmitarbeiter Sam Chapmann 30 Jahre zuvor nach Les Arbres geschickt wurde. Er übergab dort einer Söldnergruppe einen Vorrat an Waffen, Geld und Tarn-Identitäten im Tausch gegen eine auf dem Anwesen lebende Frau. Frank Harkness wird derweil von seinen staatlichen Auftraggebern bedroht, ihre Beteiligung am Anschlag auf das Einkaufszentrum zu vertuschen. Dafür sollen Chapman und David Cartwright getötet werden. Patrice, ein weiterer Attentäter und Sohn von Frank Harkness, tötet Chapman, der allerdings Davids Aufenthaltsort nicht preisgegeben hat.
River Cartwright wird bei seiner Rückkehr nach England von den Dogs des MI5 gejagt. Kurz bevor er verhaftet wird, wird ihm bewusst, dass seine Mutter mit dem Anwesen in Frankreich in Verbindung steht. David enthüllt Lamb, dass die Frau, die er heimlich aus Les Arbres herausgeholt hatte, seine Tochter – Rivers Mutter – war, die er gegen Geld, Waffen und gefälschte Identitäten eintauschte, die Harkness benutzte, um seine Söhnen zu einer Gruppe von Attentätern zu trainieren. Harkness ist ehemaliger Special Forces- und CIA-Agent, der wegen verschiedener Verbrechen entlassen wurde. Beim MI5 wird versucht, die Verbindung der Tarnidentitäten zu Mordanschlägen auf der ganzen Welt zu verschleiern.
Die Fahrzeuge, mit denen River zum Hauptquartier des MI5 transportiert wird, werden von Patrice überfallen. River wird entführt, zwei Geheimdienstmitarbeiter sterben. River wird zu einem Treffen mit Harkness gebracht, der Rivers Verdacht bestätigt, dass er sein biologischer Vater ist. Harkness bietet River an, ihn zu einem Mitglied seiner Organisation auszubilden, was River jedoch ablehnt. Als der Geheimdienst eintrifft, versucht Harkness River mit einer Granate zu töten, was aber nicht gelingt. Nach einer Verfolgungsjagd lässt sich Harkness vom MI5 festnehmen. Patrice hat mittlerweile herausgefunden, dass David in Slough House versteckt wird. Er dringt dort ein und tötet Marcus in einer Schießerei, bevor er überwältigt wird. Der an einer posttraumatischen Belastungsstörung leidende Mitarbeiter Coe erschießt ihn kurz darauf. Harkness verhandelt über seine Freilassung: Er droht, der Öffentlichkeit zu offenbaren, dass der MI5 und andere Sicherheitsbehörden seine Söldnergruppe angeheuert haben, um Zielpersonen zu töten. Hierfür hat er schon Vorkehrungen getroffen. River bringt seinen Großvater gegen dessen Willen in ein Altersheim.

## Besetzung und Synchronisation
Die deutschsprachige Synchronisation entsteht bei FFS Film- & Fernseh-Synchron in Berlin, die Dialogbücher schrieb Philip Rohrbeck, die Dialogregie führten Axel Malzacher (Staffel 1) und Stefan Ludwig (ab Staffel 2).

### Hauptdarsteller
| Rolle            | Schauspieler         | Hauptrolle (Episoden) | Nebenrolle (Episoden)             | Synchronsprecher |
| ---------------- | -------------------- | --------------------- | --------------------------------- | ---------------- |
| Jackson Lamb     | Gary Oldman          | 1.01–                 |                                   | Udo Schenk       |
| River Cartwright | Jack Lowden          | 1.01–                 |                                   | Tim Schwarzmaier |
| Diana Taverner   | Kristin Scott Thomas | 1.01–                 |                                   | Traudel Haas     |
| David Cartwright | Jonathan Pryce 1     | 4.01–                 | 1.01, 1.06–2.01, 2.06, 3.04, 3.06 | Lutz Riedel      |

### Nebendarsteller
| Rolle               | Schauspieler        | Nebenrolle (Episoden)                                 | Synchronsprecher                                               |
| ------------------- | ------------------- | ----------------------------------------------------- | -------------------------------------------------------------- |
| Louisa Guy          | Rosalind Eleazar    | 1.01–                                                 | Giovanna Winterfeldt (Staffel 1–2) Elisa Bannat (ab Staffel 3) |
| Min Harper          | Dustin Demri-Burns  | 1.01–2.04                                             | Marius Clarén                                                  |
| Nick Duffy          | Chris Reilly        | 1.01–1.06, 2.03, 2.05, 3.01–3.06                      | Torben Liebrecht                                               |
| Hassan Ahmed        | Antonio Aakeel      | 1.01–1.06                                             | Tom Raczko                                                     |
| Roddy Ho            | Christopher Chung   | 1.01–1.02, 1.04–                                      | Michael Ernst                                                  |
| Catherine Standish  | Saskia Reeves       | 1.01–1.02, 1.04–                                      | Sabine Falkenberg                                              |
| James „Spider“ Webb | Freddie Fox         | 1.01–1.02, 1.04–1.05, 2.01–2.03, 2.05–2.06, 3.02–3.03 | Amadeus Strobl                                                 |
| Jed Moody           | Steven Waddington   | 1.01–1.03, 1.05                                       | Johannes Berenz                                                |
| Robert Hobden       | Paul Hilton         | 1.01–1.03, 1.06                                       | Matthias Deutelmoser                                           |
| Sidonie „Sid“ Baker | Olivia Cooke        | 1.01–1.02, 1.04                                       | Friedel Morgenstern                                            |
| Struan Loy          | Paul Higgins        | 1.01–1.02, 1.04                                       | Axel Malzacher                                                 |
| Peter Judd          | Samuel West         | 1.01, 1.03, 1.06, 2.03, 2.05–2.06, 3.03–3.04          | Markus Pfeiffer                                                |
| Curly               | Brian Vernel        | 1.02–1.06                                             | Julian Tennstedt                                               |
| Moe / Alan Black    | Sam Hazeldine       | 1.02–1.03                                             | Tobias Kluckert                                                |
| Ingrid Tearney      | Sophie Okonedo      | 1.04, 1.06, 3.01, 3.03–3.06                           | Annabelle Mandeng                                              |
| Shirley Dander      | Aimee-Ffion Edwards | 2.01–                                                 | Jessica Rust                                                   |
| Marcus Longridge    | Kadiff Kirwan       | 2.01–4.06                                             | Yannik Raiss                                                   |
| Molly Doran         | Naomi Wirthner      | 2.01, 2.05–2.06, 3.02, 3.04, 4.02                     | Judith Steinhäuser                                             |
| Nikolai Katinsky    | Rade Šerbedžija     | 2.02, 2.04–2.06                                       | Klaus-Dieter Klebsch                                           |
| Duncan Tropper      | Adrian Rawlins      | 2.03–2.06                                             | Uwe Büschken                                                   |
| Kelly Tropper       | Tamsin Topolski     | 2.03–2.06                                             | Aline Staskowiak                                               |
| Sean Donovan        | Sope Dirisu         | 3.01–3.06                                             | Tobias Schmidt                                                 |
| Sarah Dunn          | Eliot Salt          | 3.01–3.06                                             | Josephine Schmidt                                              |
| Ben Dunn            | Charlie Rowe        | 3.01, 3.03–3.05                                       | Fabian Oscar Wien                                              |
| Sturges             | Nick Blood          | 3.03–3.06                                             | Boris Tessmann                                                 |
| Sly Monteith        | Gavin Spokes        | 3.03–3.04                                             | Thomas Wenke                                                   |
| Claude Whelan       | James Callis        | 4.01–                                                 | Timmo Niesner                                                  |
| Emma Flyte          | Ruth Bradley        | 4.01–                                                 | Flavia Vinzens                                                 |
| Moira Tregorian     | Joanna Scanlan      | 4.01–                                                 | Daniela Hoffmann                                               |
| JK Coe              | Tom Brooke          | 4.01–                                                 | Julius Jellinek                                                |
| Frank Harkness      | Hugo Weaving        | 4.02–                                                 | Wolfgang Condrus                                               |

## Figuren

### Hauptrollen
- Jackson Lamb, der Leiter von Slough House. Die meiste Zeit schlampig und betrunken, täuschen seine schlechten Angewohnheiten über seinen scharfen Verstand und seine Fähigkeiten als erfahrener Geheimdienstoffizier hinweg.
- River Cartwright, ein aufstrebender MI5-Agent, der nach einem sehr öffentlichen Trainingsfehler degradiert wurde.
- Diana Taverner, stellvertretende Generaldirektorin des MI5 und Einsatzleiterin mit dem Codenamen „Second Desk“.

### Wiederkehrende Rollen
- Catherine Standish, die Bürovorsteherin von Slough House und eine genesende Alkoholikerin.
- Sidonie „Sid“ Baker, eine kompetente MI5-Agentin, die unerklärlicherweise Slough House zugewiesen wurde.
- Min Harper, der Slough House zugeteilt wird, nachdem er eine streng geheime Diskette im Zug hat liegen lassen.
- Louisa Guy, die Slough House zugeteilt wurde, nachdem eine Operation schlecht verlaufen war.
- Struan Loy, der Slough House zugewiesen wurde, nachdem er eine unangemessene Arbeits-E-Mail gesendet hatte.
- Roddy Ho, ein widerlicher Computerexperte und ehemaliger Hacktivist, der Slough House zugewiesen wurde.
- Jed Moody, ein Ex-Mitglied von „The Dogs“, einer MI5-Einheit für innere Angelegenheiten, der jetzt Slough House zugewiesen ist.
- David Cartwright, Großvater von River Cartwright und pensionierter MI5-Offizier.
- Hassan Ahmed, ein britisch-asiatischer Student, der von der extremen Rechten entführt wurde.
- Nick Duffy, Leiter der inneren Angelegenheiten und der taktischen Einheit des MI5 mit dem Spitznamen „The Dogs“.
- James „Spider“ Webb, ein MI5-Agent, der im Hauptquartier von Regents Park stationiert ist.
- Ingrid Tearney, die Generaldirektorin des MI5 mit dem Codenamen „First Desk“.
- Peter Judd MP, ein aufstrebender rechtsgerichteter konservativer Politiker.
- Curly, ein radikales Mitglied der rechtsextremen Gruppe Sons of Albion.
- Moe / Alan Black, ein Undercover-Agent des MI5 in den Sons of Albion.
- Larry, ein Mitglied der Sons of Albion.
- Zeppo, ein Mitglied der Sons of Albion.
- Robert Hobden, ein rechter Journalist.

## Staffel-Übersicht
Slow Horses – Ein Fall für Jackson Lamb (Erstausstrahlung auf Apple TV+)
- 1. Staffel (engl. Slow Horses)
Erstausstrahlung: 1. April bis 29. April 2022 (6 Episoden)
- 2. Staffel (engl. Dead Lions)
Erstausstrahlung: 2. bis 30. Dezember 2022 (6 Episoden)
- 3. Staffel (engl. Real Tigers)
Erstausstrahlung: 29. November bis 27. Dezember 2023 (6 Episoden)
- 4. Staffel (engl. Spook Street)
Erstausstrahlung: 4. September bis 2. Oktober 2024 (6 Episoden)[4]
- 5.–7. Staffel (angekündigt)[5]

## Episodenliste 1. Staffel
| Nr. (ges.) | Nr. (St.) | Deutscher Titel          | Originaltitel        | Erstveröffentlichung | Regie       | Drehbuch                     |
| --- | --------- | ------------------------ | -------------------- | -------------------- | ----------- | ---------------------------- |
| 1 | 1         | Scheitern ist ansteckend | Failure’s Contagious | 1. Apr. 2022         | James Hawes | Will Smith                   |
| Nachdem MI5-Agent River Cartwright während einer Live-Trainingsübung am Flughafen Stansted einen schwerwiegenden Fehler begangen hat, wird er in das Slough House abgeschoben. Dort beauftragt ihn sein Vorgesetzter Jackson Lamb, den Hausmüll Robert Hobdens zu durchsuchen, eines Journalisten, der mit den rechtsextremen Politikern Peter Judd MP und Roger Simmonds in Verbindung steht. River Cartwrights Kollegin Sidonie „Sid“ Baker wurde vom MI5 ebenfalls zur Überwachung Hobdens ins Slough House abgestellt und kopiert in einem Café geschickt den Inhalt von dessen USB-Stick. River Cartwright wird zu seiner großen Überraschung angewiesen, das Datenmaterial ins Hauptquartier des MI5 am Regent’s Park zu bringen, zieht sich aber illegalerweise vorher selbst eine Kopie davon. Hobden führt eine Reihe von Anrufen bei Journalistenkollegen durch und behauptet, er habe Informationen über einen „unmittelbar bevorstehenden Angriff“. Cartwright besucht seinen Großvater, der ihn darüber aufklärt, dass Hobden beruflich ins Abseits geraten sei, als sein Name auf einer durchgesickerten Spenderliste der „British Patriotic Party“ aufgetaucht sei. Hobden habe für die Bloßstellung immer das MI5 verantwortlich gemacht. Großvater Cartwright warnt seinen Enkel River, dass, wenn das MI5 Slough House benutze, um Hobden zu überwachen, dies daran liege, dass der Vorgang risikobehaftet sei und das MI5 seine Beteiligung gegebenenfalls plausibel leugnen wolle. Standish nimmt an einem Treffen der Anonymen Alkoholiker teil. Der britisch-pakistanische Student Hassan Ahmed wird von der rechtsextremen Gruppe „Sons of Albion“ entführt, die ankündigt, dass sie ihn am nächsten Tag bei Sonnenaufgang im Livestream enthaupten werde. River verlässt, ohne sich abzumelden, Slough House, um auf eigene Faust weitere Nachforschungen anzustellen. |           |                          |                      |                      |             |                              |
| 2 | 2         | After Work Drinks        | Work Drinks          | 1. Apr. 2022         | James Hawes | Will Smith                   |
| Hassans Entführer, Moe, Larry, Curly und Zeppo, halten Hassan in einem Londoner Keller gefangen, und es scheint sich zu erweisen, dass Simmonds hinter der Entführung steckt. Cartwright stellt fest, dass die Dateien von Hobdens USB-Stick, von denen er eine unerlaubte Kopie angefertigt hat, keinerlei Informationen enthalten, und bringt bei Übergabe des Materials im Regent’s Park seinen alten Rivalen, James „Spider“ Webb, dazu, dies zu bestätigen. Standish erinnert sich in filmischen Rückblenden an den Tod von Charles Partner, einem ehemaligen MI5-Kollegen von ihr und Lamb. Der Cyber-Experte von Slough House, Roddy Ho, stellt fest, dass er auf Hobdens E-Mail-Konten wegen einer raffinierten Datenschutzvorrichtung nicht zugreifen kann, was den Verdacht aller verstärkt, dass etwas nicht Geheueres im Gange ist. Die stellvertretende MI5-Generaldirektorin Diana Taverner trifft sich mit einem anderen Angehörigen von Slough House, Jed Moody, den sie beauftragt, inoffiziell für sie zu arbeiten. Zwei weitere Angehörige von Slough House, Min Harper und Louisa Guy, treffen sich nach der Arbeit im Pub und beklagen ihre gescheiterten Karrieren. Cartwright wird beauftragt, Hobden zu beschatten, und Sid kommt scheinbar zufällig hinzu, gesteht aber Cartwright, dass sie zu Lambs Team abgeordnet wurde, um Cartwright zu überwachen. Beide beobachten, wie ein maskierter Mann in Hobdens Wohnung eindringt, und wollen ihn stellen: Cartwright über den Hintereingang, Sid an der Vordertür. Als Cartwright in die Wohnung schleicht, entdeckt er, dass der Journalist seine Festplatte bereits mit Thermit zerstört hat. Hobden flüchtet, während River und Sid den Maskierten bekämpfen, der entkommt, nachdem er Sid in den Kopf geschossen hat. |           |                          |                      |                      |             |                              |
| 3 | 3         | Miese Spionagepraxis     | Bad Tradecraft       | 8. Apr. 2022         | James Hawes | Will Smith                   |
| Sid wird in kritischem Zustand zusammen mit Cartwright von MI5-Sicherheitsleuten ins Krankenhaus gebracht, wo Cartwright in einer Besenkammer festgesetzt wird. Lamb befreit Cartwright. Beide kommen zu dem Schluss, dass Moody der Schütze war, der geschickt worden war, um Hobden zu töten. Inzwischen ist Moody im Schutz der Nacht heimlich ins Slough House eingedrungen. Auch Min und Louisa suchen in angetrunkenem Zustand das Slough House für ein Tête-à-tête auf, bemerken aber den Eindringling und versuchen ihn zu stellen. Bei einem Handgemenge stürzen Min und Moody die Treppe hinab, wobei Moody sich das Genick bricht. Lamb, der mit Cartwright hinzukommt, gelangt zu dem Schluss, dass Regent’s Park gerade eine riskante Operation durchführt und das Slough House verantwortlich machen wird, sollte sie fehlschlagen. Taverner trifft sich mit Lamb und enthüllt, dass der entführte Hassan Ahmed der Neffe des Vize-Befehlshabers des pakistanischen Militärgeheimdienstes ist. Hassans Entführung und geplante MI5-Rettung sei eine von ihr eingefädelte, aber inoffizielle Geheimdienstoperation, die die Zusammenarbeit mit Pakistan verstärken und gleichzeitig die britische extreme Rechte schwächen und einschüchtern solle. Taverner gibt an, bei den „Sons of Albion“ einen MI5-Agenten eingeschleust zu haben, der die Entführung organisiert habe, aber auch die Rettung einfach machen werde. Im Gespräch Taverners mit Lamb wird darüber hinaus offenbart, dass Standish durch ihre Verbindungen zu Partner und dessen Tod nur knapp einer Anklage wegen Hochverrats entgangen ist. Hobden trifft sich mit Peter Judd MP und versucht ihn dazu zu bewegen, mit der Information an die Öffentlichkeit zu gehen, dass Hassans Entführung eine Falle für die nationale Rechte ist. Judd jedoch weist Hobden zurück. In der Unterkunft der Entführer kann man Curley dabei beobachten, wie er eine Reihe heimlicher Anrufe mit einem versteckten Mobiltelefon tätigt, was den Verdacht nahelegt, dass Curley Taverners Maulwurf ist. Hassan versucht vergeblich aus seinem Kellerloch zu entkommen und wird von Moe bedroht. Taverner bietet Lamb die Gelegenheit, das Ansehen des Slough House zu wahren: Lambs Team solle dem MI5-Mann unter den Entführern signalisieren, dass die Befreiung Hassan Ahmeds umgehend bevorstehe. Das solle ihm zusammen mit Hassan die Flucht ermöglichen. Als jedoch Lamb, Cartwright, Min und Louisa in dem Entführerversteck eintreffen, finden sie es leer vor – bis auf Moes enthauptete Leiche. |           |                          |                      |                      |             |                              |
| 4 | 4         | Besuchszeiten            | Visiting Hours       | 15. Apr. 2022        | James Hawes | Morwenna Banks               |
| Es stellt sich heraus, dass Moe (richtiger Name: Alan Black) Taverners Maulwurf unter den Entführern war. Curly hatte dessen Agentenrolle herausgefunden und ihn deshalb ermordet. Curly, Zeppo und Larry verlassen das Versteck und fliehen mit ihrer Geisel Hassan Ahmed im Lieferwagen aus London. Auf der Fahrt offenbaren Zeppo und Larry, dass sie nie vorhatten, Hassan Ahmed zu töten, und erörtern die Idee, ihn freizulassen, wobei sie sich zunehmend Sorgen über Curlys unberechenbares Verhalten und seine Rhetorik machen. Lamb und seine im Slough House anwesenden Untergebenen verlassen eiligst das Gebäude, bevor „The Dogs“ eintreffen, denn sie wissen, dass man seitens der MI5-Zentrale Slough House die Schuld daran geben wird, dass die Operation nicht nach Plan verlaufen ist. Zunächst müssen die Anwesenden aber die übrigen Slough-House-Mitarbeiter aus ihren Privatwohnungen holen und zu dem für solche Notfälle vereinbarten Treffpunkt am Grab von William Blake bringen. Cartwright gelingt es knapp, Roddy Ho in Sicherheit zu bringen, bevor er von den „Dogs“ in Gewahrsam genommen werden kann, aber Min und Louisa können nicht verhindern, dass ihr Kollege Struan von den „Dogs“ aus seinem Haus geholt und verhaftet wird. Taverner ruft mehrmals Catherine Standish an, um deren Loyalität gegenüber Lamb zu unterminieren, indem sie behauptet, Lamb sei in den Tod von Standishs einstigem und von ihr verehrtem Chef Charles Partner verwickelt. Standish lässt sich davon jedoch nicht verführen und folgt stattdessen Lamb, als der sie abholt, um sie zum Treffpunkt an Blakes Grab zu bringen. Beim Verlassen des Hauses werden Lamb und Standish allerdings von James Webb und dem MI5-Sicherheitschef Nick Duffy festgenommen, die Lamb auf Waffen durchsuchen und dann Lamb und Standish in ihr Dienstauto verfrachten. Auf der Fahrt zum Regent’s Park gelingt es Standish, sich und Lamb zu befreien, indem sie eine Glock 17 aus ihrer Handtasche zieht und den am Steuer sitzenden Webb bedroht. Lamb hatte die Waffe beim Auffinden von Moodys Leiche an sich genommen und später in Standishs Handtasche gelegt. Webb und Duffy müssen das Dienstauto verlassen, während Lamb und Standish die Fahrt zum Treffpunkt am Grab von William Blake fortsetzen. Nachdem die Generaldirektorin des MI5, Ingrid Tierney, von den Folgen der fehlgeschlagenen Operation erfahren hat, bricht sie eine Sitzung im Außenministerium der USA ab und kehrt nach Großbritannien zurück, so dass Taverner nur wenig Zeit bleibt, um ihre Entführungsaktion zu vertuschen. Taverner bringt den verhafteten Struan dazu, eine falsche Aussage gegen Lamb zu unterschreiben, der zufolge nicht sie, sondern Lamb der Drahtzieher der Entführung Hassan Ahmeds war. |           |                          |                      |                      |             |                              |
| 5 | 5         | Fiasko                   | Fiasco               | 22. Apr. 2022        | James Hawes | Mark Denton, Jonny Stockwood |
| Der Rest des Teams kommt wieder zusammen. River Cartwright fällt ein, dass er – noch im Regent’s Park – während einer Beschattungsübung von Taverner ein Foto aufgenommen hat, das Taverner bei ihrem heimlichen Treffen mit Alan Black zeigt. Lamb fährt – scheinbar allein im Auto – Duffys Dienstwagen zum Regent’s-Park-Hauptquartier zurück und verlangt, mit Taverner zu sprechen. Taverner akzeptiert und bietet Lamb als Ausweg an, dass er aus dem MI5-Dienst entfernt, aber nicht angeklagt wird. Sie verleiht dem Angebot Nachdruck mit der Drohung, Lambs Bürovorsteherin Standish einem Dienstaufsichtsverfahren zu unterziehen. Außerdem teilt Taverner Lamb mit, dass Sid im Krankenhaus gestorben sei und Cartwright die Schuld daran trage. Lamb lässt Taverner wissen, dass sich im Kofferraum des Dienstwagens, den er in das Kellergeschoss des MI5 zurückgebracht hat, eine Bombe befinde. Der sofort ausgelöste Bombenalarm führt zur Evakuierung und Durchsuchung aller MI5-Büros durch die „Dogs“. Bei der Öffnung des Kofferraums durch einen Entschärfungsroboter zeigt sich, dass die Bombe eine Attrappe aus Elektroschrott ist. Das Durcheinander des Bombenalarms hat es inzwischen jedoch dem von Lamb im Kofferraum des Dienstwagens eingeschmuggelten Cartwright ermöglicht, zum MI5-Personalbüro vorzudringen und den dort zuständigen „Spider“ Webb mit der Anschuldigung zu konfrontieren, dass Webb gemeinsam mit Taverner während der Stansted-Übung absichtlich Cartwright mit falschen Informationen versorgt habe, damit Taverner Cartwright ins Slough House abschieben kann. Grund dafür sei gewesen, dass Cartwright bei der Beschattungsübung das Foto von dem heimlichen Treffen zwischen Taverner und Black gemacht habe und damit zum Zeugen des illegalen Verhaltens von Taverner geworden sei. Als Webb Cartwrights Forderung, das Foto herauszugeben, ablehnt, schlägt Cartwright ihn bewusstlos und entdeckt das Foto in einer Tarnakte, kurz bevor die „Dogs“ auch Webbs Büro evakuieren. Cartwright sucht mit dem Foto Taverners Büro auf. Lamb und Cartwright drohen Taverner damit, deren Entführungsoperation gegenüber MI5-Generaldirektorin Tierney und der Presse zu enthüllen. Standish und Ho können den von den „Sons of Albion“ bei der Entführung und der Flucht aus London benutzten Lieferwagen identifizieren, da er mit einer früheren Tarnidentität von Black in Verbindung steht. Ho gelingt es, die Fahrstrecke des Lieferwagens anhand der elektronischen Signale von dessen Navigationsgerät zu verfolgen. Den Entführern droht derweil das Benzin auszugehen. Curly bekräftigt seine Absicht, Hassan Ahmed zu enthaupten und sich dann durch die Polizei erschießen zu lassen. Zeppo zieht eine Pistole, die er heimlich dem getöteten Black abgenommen hat, und übernimmt so das Kommando unter den Entführern. Hassan Ahmed teilt den Entführern mit, dass sein wohlhabender pakistanischer Onkel ihnen Geld für seine sichere Rückkehr anbieten könne. Nach dem Auftanken gelingt es Curly, Zeppo zu entwaffnen. Curly erschießt Zeppo und übernimmt so wieder das Kommando. |           |                          |                      |                      |             |                              |
| 6 | 6         | Londoner Regeln          | Follies              | 29. Apr. 2022        | James Hawes | Will Smith                   |
| Taverner stellt Judd in dessen Haus zur Rede und wirft ihm vor, er habe nach dem Besuch Hobdens mit Anrufen bei seinen rechtsextremen Kontakten die Operation gefährdet und Blacks Tod verursacht. Tierney kehrt aus den USA zurück und ordnet an, die Operation abzuschließen. Taverner belügt Tierney erneut über deren Zweck. Curly zwingt Larry und Hassan mit vorgehaltener Waffe in ein abgelegenes Waldgebiet, um die Enthauptung vorzunehmen. Larry befreit Hassan jedoch, setzt Curly mit einer Axt außer Gefecht und flieht mit dem Lieferwagen. Curly kommt schnell wieder zu sich und kann trotz seiner Verletzungen Hassan wieder einfangen. Larry kommt im Hafen von Harwich an, wird aber auf Befehl Tierneys von den „Dogs“ erschossen, die eine Waffe an seiner Leiche ablegen, um die Tötung zu rechtfertigen. Curly bereitet sich darauf vor, Hassan vor einer vermeintlichen normannischen Burg zu töten, die, wie Hassan jedoch korrigiert, in Wirklichkeit eine romantisierende Pseudo-Burgruine aus dem 19. Jahrhundert ist. Lamb, Cartwright, Min und Louisa können Curly und Hassan mit Hilfe von Roddy zu der Pseudo-Ruine verfolgen. Curly und River liefern sich eine kurze Schießerei, bevor Hassan Curly mit einem Stein bewusstlos schlägt. Die „Dogs“ treffen ein, aber die Slough-House-Agenten verhindern, dass die „Dogs“ den verhafteten Curly töten. Nach dem offenbar erfolgreichen Ende der Operation teilt Roddy River Cartwright mit, dass im MI5-Intranet alle Spuren von Sids Namen getilgt worden seien, was darauf hindeute, dass sie noch am Leben sein könnte. Hobden stirbt, als er von Chef-„Dog“ Duffy vor einen Bus gestoßen wird. Charles Partner, so stellt sich heraus, war der ehemalige Generaldirektor des MI5 und beging offiziell Selbstmord, weil er von einem ausländischen Geheimdienst erpresst wurde. Lamb erzählt Standish, dass er davon gewusst und die Waffe besorgt habe, da Partner ein enger Freund gewesen sei. In einer Rückblende wird jedoch gezeigt, dass Lamb Partner tatsächlich auf Anweisung von Rivers Großvater David Cartwright tötete und den Mord als Selbstmord inszenierte. |           |                          |                      |                      |             |                              |

## Musik
Der Titelsong Strange Game wird von Mick Jagger gesungen, der das Lied gemeinsam mit Daniel Pemberton, dem Komponisten der Serie, schrieb.